# Мосор (планински врх)
Мосор је врх на Сувој Планини, југоисточно од Ниша. Висок је 985 метара. Врх је знатним делом покривен шумом.